# Flughafen Tainan

i7
i11
i13
Der Flughafen Tainan (chinesisch 台南機場, IATA-Code: TNN, ICAO-Code: RCNN) ist ein für militärischen und zivilen Flugverkehr gemeinsam genutzter Inlandsflughafen nahe der Stadt Tainan in der Republik China auf Taiwan.

## Geschichte
| Jahr | Flugbe- wegungen | Passagiere (in 1000) | Fracht (in t) |
| ---- | ---------------- | -------------------- | ------------- |
| 1971 | 1.050            | 54                   | 413           |
| 1981 | 2.553            | 236                  | 826           |
| 1991 | 12.642           | 644                  | 1.900         |
| 2001 | 22.274           | 1.646                | 1.198         |
| 2007 | 12.220           | 687                  | 1.644         |
| 2008 | 6.682            | 286                  | 832           |
| 2009 | 4.453            | 196                  | 648           |
| 2010 | 3.960            | 213                  | 733           |
| 2011 | 4.178            | 235                  | 570           |
| 2012 | 4.094            | 231                  | 575           |
| 2013 | 4.746            | 249                  | 610           |
| 2014 | 5.294            | 314                  | 645           |
| 2015 | 5.566            | 321                  | 632           |
| 2016 | 6.081            | 367                  | 682           |

## Angeflogene Ziele
| Fluggesellschaft | Ziele            |
| ---------------- | ---------------- |
| China Airlines   | Hong Kong        |
| China Airlines   | Osaka–Kansai     |
| Uni Air          | Kinmen           |
| Uni Air          | Penghu           |
| VietJet Air      | Ho Chi Minh City |

## Verkehrsanbindung
Taxis verkehren zum Stadtzentrum und zur nahe gelegenen Station Tainan der Hochgeschwindigkeitsbahn von Taiwan (THSR). Der Flughafen Tainan fungiert auch als Zubringer zum Technologiepark Tainan und zum nördlichen Teil der Stadt Kaohsiung. Eine Autovermietung befindet sich in der Nähe.

## Zwischenfälle
- Am 7. November 1959 verunglückte eine Douglas DC-3/C-47A-20-DK der United States Air Force (USAF) (Luftfahrzeugkennzeichen 42-93074) beim Flughafen Tainan. Nähere Einzelheiten sind derzeit nicht verfügbar. Das Flugzeug wurde irreparabel beschädigt. Alle 15 Insassen, vier Besatzungsmitglieder und 11 Passagiere, kamen ums Leben.[4]